# 蒼き門の継承者
『蒼き門の継承者』（あおきもんのけいしょうしゃ）は、テーブルトークRPG(TRPG)『ナイトウィザード』のノベライズ作品。2004年にファミ通文庫（エンターブレイン）から全1巻が刊行された。執筆は菊池たけし監修の元で犬村小六が、イラストは石田ヒロユキが担当した。

## 概要
『ナイトウィザード』のノベライズ作品の一つで、同作の小説としては最初の作品。実際にキャラメイクを行い、そのキャラクターを主役にストーリーを描くという、類を見ない試みが行われている。
菊池たけし監修の元に執筆されているが、作中では敵対勢力の「エミュレイター」が「吸血鬼」ということになっており、人類と相容れる余地が消滅している（本来はファー＝ジ＝アースの一種族であり、ウィザードとして戦う者も少なくない）。「裏界」についても「吸血鬼たちの世界」という設定になっており、「ナイトウィザード」公式の世界観とは設定の解離が見られる（そのため、ベール＝ゼファーなどの魔王たちは一切登場しない）。
また、ゲスト出演である公式キャラクター2人（特にナイトメア）についても、性格設定その他がリプレイのそれとはまるで違うものになっており、設定面での混乱が著しい。そのためか、後の商品展開においてこの作品の展開はほぼ無視されている。

## ストーリー
輝明学園に通う高校2年生・春日祐介。貧乏で足が臭い、という以外特徴のない彼は、学園で平凡な日常を送っていたが、ある日「空間が裂ける」という不思議な現象にみまわれる。その日を境に、学園のアイドルで高嶺の花の坂石美智子に言い寄られたり、転校生の九条水希にハッ倒されたり、国籍不明の外国人ニナ・シモンズが部屋に潜んでいたりと日常が一変する。世界の真実に混乱する中、祐介は己の運命を知り、重大な決断を迫られることになっていく……。

## 登場人物

### 主人公たち
データ部分は巻末に記載されたもの。
春日祐介（かすが ゆうすけ）
クラス：転生者
属性：火／冥
ライフパス：清貧／足が臭い
本作の主人公。輝明学園に通う高校2年生。
貧乏で足が臭い、という以外には特徴らしい特徴のない平凡な男子生徒。スポーツの授業中に「空が裂ける」という異様な光景を目撃し、保健室に担ぎ込まれる。その日を境に、突然転校してきてルームメイトに収まった水希から「世界の真実」を聞き、同時に自身がウィザードの素質を持っていることを知らされる。
当初は全くやる気を見せず、美智子に鼻の下を伸ばしたり、力に酔ったりするような未熟極まりない状態だったが、ナイトメアの月匣では暴走に近い謎の状態に陥っていた。
その正体は「蒼き門の継承者」と呼ばれる転生者であり、その体には裏界への扉である「蒼き門」が封じられている。水希が祐介をウィザードとして鍛えていたのは、「継承者」が覚醒の際にどちらの方向に目覚めるかで世界の命運が決まるためであり、エミュレイターの側に覚醒した場合は幾千幾万の吸血鬼たちが表界に解放されることとなる。
最終戦では美智子の誘いを受けて堕ちかかったが、意識の狭間で垣間見た前世の記憶とかつての己自身の声で奮起、「門」を抑えつけてウィザードとして覚醒。手に入れた遺産「蒼の剣」をもって和磨を屠った。
前世の姿はかつて水希の許嫁であった「夜叉」という男。
九条水希（くじょう みずき）
クラス：吸血鬼
属性：虚／天
ライフパス：影の一族／超方向音痴
本作のヒロイン。輝明学園に転校して来た男装の少女。
「空が裂ける」現象を目撃した祐介の前にルームメイトとして入り込み、だらしのない生活を送っていた彼を更生させようと日々奮闘している。一人称は「ボク」。
超がつくほど真面目な性格で責任感が強く、自堕落な方向に向かおうとする祐介を事あるごとに叱咤している。
その素性は「背教者会議」のエージェントであり、議長であるレオンハルトの命を受け、祐介を正しく覚醒させるために輝明学園へ送り込まれてきていた。
元々は「門」を封じる役目を負った「門の一族」の一人で、本来の名は「美月」。対吸血鬼用の刀「斗拳剣（トツカノツルギ）」を操る剣士であった。当時の「継承者」である夜叉とは許嫁だったが、力の誘惑に負けて「門」を開いた彼を斬らざるを得なくなった。その際、ショックで放心していた所を「門」から現れた吸血鬼に襲撃され、その眷族として吸血鬼にされ、操られるままに一族全てを斬殺。その後は眷族として操られる立場だったが、次なる「継承者」を導くために「一族」最後の一人として長らえ続け、最近になってレオンハルトに救い出されていた。
祐介の覚醒を見た後は任務が完了したため、トランシルヴァニアへ報告に帰還している。
なお、凄まじいまでの方向音痴であり、一人だとまともに目的地に辿りつくことが出来ない。
ニナ・シモンズ
クラス：人狼
属性：風／地
ライフパス：弟妹／破壊的音痴
祐介の部屋に突然現れた謎の少女。
“夜会”から派遣されてきたエージェントで、目的は水希同様祐介の覚醒を導くこと。獣の姿はビーグル犬だが、なぜか語尾が「にゃん」になっている。ちなみに一人称は名前そのまま「ニナ」。弟妹達が10人いる。
綺麗好きで好奇心が強く、プラーナを嗅ぎ取ることで相手の記憶や素性を読み取る能力を持つ。ただ、自制心にやや欠けており、潜入先である祐介の部屋を勝手に片付けてしまったり、水希の素性を彼女が眠っている間に読み取ったりと後先考えない行動に出ては後悔することが多い。また、語尾の影響で「ニ」以外のナ行が発音できず「ニャ」になってしまう（そのため、ナイトメアを呼ぶときはどうしても「ニャイトメア」になる）。
寮に入り込んでからは祐介の特訓相手になっていることが多い。

### その他のキャラクター
坂石美智子（さかいし みちこ）
輝明学園に通う女子生徒。
学園ではアイドル的存在で、一見したところでは「深窓のお嬢様」と言った感じ。そのため校内にファンクラブが存在する（実情はいわゆる「親衛隊」状態）。なぜか祐介に興味を示す。
ところどころに読点を置く独特の話し方が癖。
水希やニナに対してもフレンドリーに接していたが、何かと祐介にモーションをかけて来るため、精神面の鍛錬の邪魔になっている部分があった。
その正体は、かつて夜叉が開いた「門」から現れた二人の吸血鬼の片割れ。美月をレオンハルトに解放されてからどうしていたのかは不明だが、名を変えて祐介のもとに現れた彼女を察知したのを機に行動を再開していた。
吸血鬼としての力を使う際は容姿が一変し、黒いドレスと翼、鞭といった「女王様」スタイルに変貌。さらに本来の性格にはサディストな一面が垣間見られる。
乗り込んできた祐介を言葉巧みに落とそうとしたが、プラーナを嗅ぎ取ったニナに正体を見破られ、迫撃を受ける。それでも余裕を崩さず、直接祐介に「門」を開かせるべく仕向けたが、結果的に祐介がウィザード側に覚醒したことで失敗。最後は因縁の相手である水希に引導を渡されることとなった。
坂石和磨（さかい かずま）
輝明学園に在籍する男子生徒で、美智子の兄。
尊大な性格の自信家で、時代がかった言葉遣い・行動が特徴。美智子が祐介に好意を持っているのを快く思っておらず、度々怒鳴り込んでは美智子を連れ戻している。
正体は美智子同様の吸血鬼で、かつては美月を隷属させていた。
本来の姿は銀髪に赤い目という出で立ちだが、服装は黒い毛皮のコートにスーツ、悪趣味なペンダント、というナイトメアに劣らぬエキセントリックなもの。自信家な性格は素だが、若干マゾヒストな面がある。
美智子と組んで「門」の開放を狙ったが、最後には祐介の「蒼の剣」によって焼き尽くされた。
夜叉（やしゃ）
祐介の夢に出てくる謎の男。
他ならぬ祐介自身の1000年前の前世の姿であり、当時の「継承者」。
美月とは許嫁の間柄だったが、力の誘惑に負けて「門」を開いてしまう。二人の吸血鬼が現れたところで正気に返ったのか、美月に自分を斬るよう懇願し、斗拳剣によって斬殺された。
1000年を経て春日祐介として転生したことが、今回の物語のきっかけとなった。
「ナイトメア」鈴木太郎（すずき たろう）
絶滅社と契約する傭兵で、歴戦の夢使い。
リプレイ「紅き月の巫女」からのゲスト出演だが、リプレイとは外見こそ同じだが、性格設定がまるで違う。
高所で独り言を言うのが趣味である、月匣の内部が黄金の街である（しかも「月匣ワールドコンテスト」なるものに出品したらしい）、聞こえもしないのに口上を述べて哄笑する、潜入しているのに服装がいつもと全く変わらない、などの奇特な面ばかりが目立ち、リプレイ、アニメ版や「柊蓮司と宝玉の少女」、他のノベライズと比べても設定の解離が目立つ。
祐介を監視すべく派遣されて来ており、途中からは「偽りの記憶」で教師として潜り込んだが、前述のとおりいつもと服装がまるで変わらなかった。
ちなみに特徴的な服装は妻の仕立てらしいが、公式設定かは不明（少なくとも「紅き月の巫女」を見る限り、平時は普通の服を着ている）。後の作品である「鏡の迷宮のグランギニョル」でも同様の趣旨の発言をしている。
緋室灯（ひむろ あかり）

絶滅社所属の強化人間。
今作ではナイトメアのサポートとして登場。潜入任務中は生徒として振る舞っていたが、祐介や水希には見破られていた。ナイトメアに比べると設定面での解離は少なく、ほぼリプレイに準じた性格付けがなされている。

### 用語
蒼き門
裏界に繋がるゲート。1000年に一度、「蒼き門の継承者」と呼ばれる転生者の体に宿り、表界に現れる。月門を通る以外でエミュレイター（この作品では「吸血鬼」のみだが）が表界に現れる手段だが、こちらを通ると世界結界の影響を受けることなく表れることが出来る。
その特性上1000年に一度しか開かず、また転生者がウィザードとなった場合は吸血鬼を滅ぼす遺産「蒼の剣」として現界することになる。
斗拳剣（トツカノツルギ）
水希の所持する剣。元々は「門の一族」が保持して来た守り刀で、「継承者」がエミュレイター側に墜ちた場合に斬り捨てるためのもの。そのため、副作用として吸血鬼に対するカウンターとしても働く。
データ上はウィッチブレードの相当品だが、作中では別個に所持している。